# Lisa Davis Waltz
Pour les articles homonymes, voir Waltz.
Lisa Davis Waltz-White est une actrice américaine, née Cherry Ann Davis le 20 avril 1936  à Londres (Royaume-Uni), souvent créditée comme Lisa Davis.

## Biographie
Lisa Davis joue son premier rôle dans le film The Man from Yesterday (1949) d'Oswald Mitchell à l'âge de 13 ans. 
Elle est la sœur de la chanteuse Beryl Davis (en).

## Filmographie

### Cinéma
- 1949 : The Man from Yesterday
- 1955 : Ce n'est qu'un au revoir
- 1955 : Le Seigneur de l'aventure
- 1955 : Spy Chasers
- 1956 : Glory
- 1956 : Fury at Gunsight Pass

- 1961 : Les 101 Dalmatiens (One Hundred and One Dalmatians) : Anita

### Télévision
- 1959 : The George Burns Show
- 1961 : The Jack Benny Program
- 1961 : Perry Mason
- 1962 : The Beverly Hillbillies